# رونالدو همر
رونالدو همر (بالإسبانية: Rolando Hammer)‏ هو لاعب كرة سلة تشيلي. مثّل منتخب بلاده. شارك في دورة الألعاب الأولمبية الصيفية سنة 1948.

## روابط خارجية
- رونالدو همر على موقع الاتحاد الدولي لكرة السلة (الإنجليزية)
- رونالدو همر على موقع سبورتس رفرنس (الإنجليزية)
- رونالدو همر على موقع أوليمبيديا (الإنجليزية)